# Gerhard Ady
Gerhard Ady (5 de Setembro de 1923) foi um comandante de U-Boot que serviu na Kriegsmarine durante a Segunda Guerra Mundial.

## Carreira

### Patentes
| 23 Set 1940 | Offiziersanwärter    |
| 1 Ago 1941  | Fähnrich zur See     |
| 1 Jul 1942  | Oberfähnrich zur See |
| 1 Jan 1943  | Leutnant zur See     |
| 1 Out 1944  | Oberleutnant zur See |

### Condecorações
| 1941 | Badge de Guerra dos U-Boot 1939 |
| 1942 | Cruz de Ferro de 2ª Classe      |